# Evaň
Evaň település Csehországban, a Litoměřicei járásban. Evaň Křesín, Peruc, Libochovice, Mšené-lázně és Budyně nad Ohří településekkel határos. Lakosainak száma 290 fő (2024. január 1.).

## Népesség
A település lakosságának változását az alábbi diagram mutatja:
| Lakosok száma | 548  | 624  | 648  | 443  | 361  | 267  | 279  | 285  | 281  | 290  |
|               | 1869 | 1900 | 1921 | 1961 | 1980 | 2011 | 2016 | 2019 | 2021 | 2024 |